# Relations entre la Guinée et la Grèce
Les relations entre la Guinée et la Grèce sont les relations diplomatiques entre la république de Guinée et la république de Grèce.

## Historique
Les deux pays entretiennent des relations diplomatiques officielles, mais il n'y a quasiment aucune coopération entre eux.

## Missions diplomatiques
- La Grèce est représentée en Guinée par l'intermédiaire de son ambassade à Dakar, au Sénégal[2].
- La Guinée n'est représentée en Grèce ni au niveau de l'ambassade ni au niveau du consulat.